# Descanso chapoda
Descanso chapoda är en spindelart som beskrevs av George William Peckham och Elizabeth Maria Gifford Peckham 1892. Descanso chapoda ingår i släktet Descanso och familjen hoppspindlar. Inga underarter finns listade i Catalogue of Life.